# چارلز بیکر (بازیکن فوتبال)
چارلز بیکر (انگلیسی: Charles Baker; april qtr. 1867 – ۱۰ ژوئیه ۱۹۲۴ (aged 57)) بازیکن فوتبال اهل پادشاهی متحد بریتانیای کبیر و ایرلند بود.
از باشگاه‌هایی که در آن بازی کرده‌است می‌توان به باشگاه فوتبال ولورهمپتون واندررز، باشگاه فوتبال استوک سیتی، و باشگاه فوتبال ساوت‌همپتون اشاره کرد.